# Das Wunderkind
Das Wunderkind ist eine Erzählung Thomas Manns, die am 25. Dezember 1903 als Weihnachtsbeilage zur Zeitschrift Neue Freie Presse publiziert wurde und 1914 im S. Fischer Verlag erschien. Sie kann als humoristisches Nachspiel der melancholischen Künstler-Novelle Tonio Kröger (1903) verstanden werden. Am 11. April 1910 schreibt Thomas Mann an Ernst Bertram: „Ich merke nur an, daß unter meinen kleinen Sachen ´Das Wunderkind´ mir persönlich das Liebste ist“.

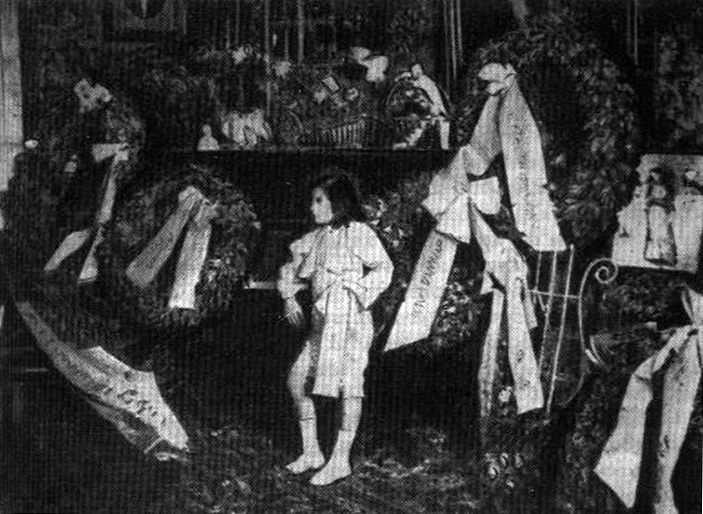
Der achtjährige Virtuose
Loris Margaritis in München

Nach Peter Sprengel lieferte ein Klavierkonzert des achtjährigen Loris Margaritis den Stoff für die kleine Erzählung. Katia Mann, die Ehefrau von Thomas Mann, berichtet: „Nach Jahren hat seine [i.e. Margaritis'] Witwe an Erika [i.e. Erika Mann] geschrieben, daß er die Geschichte gekannt und sich sehr darüber amüsiert hätte, und sie schickte ihr auch eine Photographie vom Wunderkind in der Kleidung, in der ihn die Novelle schildert.“

## Handlung
Beschrieben wird der Auftritt eines achtjährigen Klaviervirtuosen, anschließend eine Szene an der Besuchergarderobe und danach eine weitere draußen auf der Straße. Mehr ereignet sich nicht. Stattdessen wird, ironisch verschiedene Eitelkeiten aufspießend, offenbart, was in den Köpfen von Künstler und Konzertbesuchern vorgeht.
Dem Wunderkind Bibi Saccellaphylaccas bereitet sein Auftritt ein unbeschreibliches Vergnügen, ein prickelndes Glück, einen heimlichen Wonneschauer. Es sitzt erhöht auf der Bühne vor seinem Flügel, „allein und auserkoren über einer verschwommenen Menschenmasse, die nur eine dumpfe, schwer bewegliche Seele hat, auf die es mit seiner einzelnen und herausgehobenen Seele wirken soll“. Sein Publikum verachtet der kleine Virtuose. Es hat ja nur Sinn für die reißerischen Stücke seines Programms. Musikalische Feinheiten – er spielt ausschließlich eigene Kompositionen – erfasst es nicht. Sein Künstlerdünkel geht so weit, dass er zu den freundlichen Fragen, die „eine kleine, runzlige, verschrumpfte alte Prinzessin“ nach dem Konzert an ihn stellt, sich im Stillen denkt: „Ach, du dumme, alte Prinzessin“, sich umdreht und weggeht.
Ein alter Herr ist gerührt „von diesem Dreikäsehoch“, der ihm „Wunderdinge“ vormacht. „Aber man muß bedenken, daß es von oben kommt. Gott verteilt seine Gaben, da ist nichts zu tun […]. Es ist etwas wie mit dem Jesuskind.“ Zugleich klingt Pädophiles an. „Er wagt nicht zu denken: Wie süß das ist! ‚Süß‘ wäre blamabel für einen kräftigen, alten Herrn. Aber er fühlt es! Er fühlt es dennoch!“ – Ein Geschäftsmann überschlägt, Einnahmen und Kosten saldierend, den Gewinn des Konzertveranstalters. – Eine Klavierlehrerin bemäkelt im Stillen die Handhaltung des kleinen Künstlers. – Ein junges Mädchen spürt zu seiner Überraschung, dass es Leidenschaft ist, die sich in dem Spiel ausdrückt, und fragt sich verwirrt, ob es denn Leidenschaft auch schon bei einem Kind, also ohne sinnliches Begehren geben könne. – Ein Offizier denkt: „Du bist etwas, und ich bin etwas, jeder auf seine Art!“. Als simpler Kopf wird er bloßgestellt mit dem Nachsatz: „Im übrigen zieht er die Absätze zusammen und zollt dem Wunderkinde den Respekt, den er allen bestehenden Mächten zollt.“
Auch ein Kritiker ist unter den Zuhörern, auf seinem Freiplatz sitzend, in blank gescheuertem Anzug, und denkt: „Man sehe ihn an, diesen Fratz! Als Einzelwesen hat er noch ein Ende zu wachsen, aber als Typus ist er ganz fertig, als Typus des Künstlers. Er hat in sich des Künstlers Hoheit und seine Würdelosigkeit, seine Scharlatanerie und seinen heiligen Funken, seine Verachtung und seinen heimlichen Rausch.“ Selbstgefällig behauptet er von sich, er wäre selbst Künstler geworden, wenn er „nicht das alles so klar durchschaute“.
In der Garderobe kann sich ein hübscher junger Mann nicht von seinem Anblick im Spiegel trennen. Als er die Straße betritt, verfällt er auf dem hart gefrorenen Schnee in einen kleinen „nigger-dance“, weil es so kalt ist. Das beobachtet ein „unfrisiertes Mädchen“, das von einem „düsteren Jüngling“ begleitet wird. „Ein Kind“, denkt sie, „ein liebenswürdiges Kind. Dort drinnen war ein verehrungswürdiges“. Und laut sagt sie: „Wir sind alle Wunderkinder, wir Schaffenden“.
„Was ist denn das! Eine Art Pythia, wie mir scheint“, denkt der „alte Herr“, der das im Vorbeigehen hört. Er hat nicht nur ein Empfinden für religiöse Anmutungen – das Wunderkind hatte ihn an das Jesuskind gemahnt – sondern kann sich das Leben auch in mythologischen Bildern erklären.

## Drucke

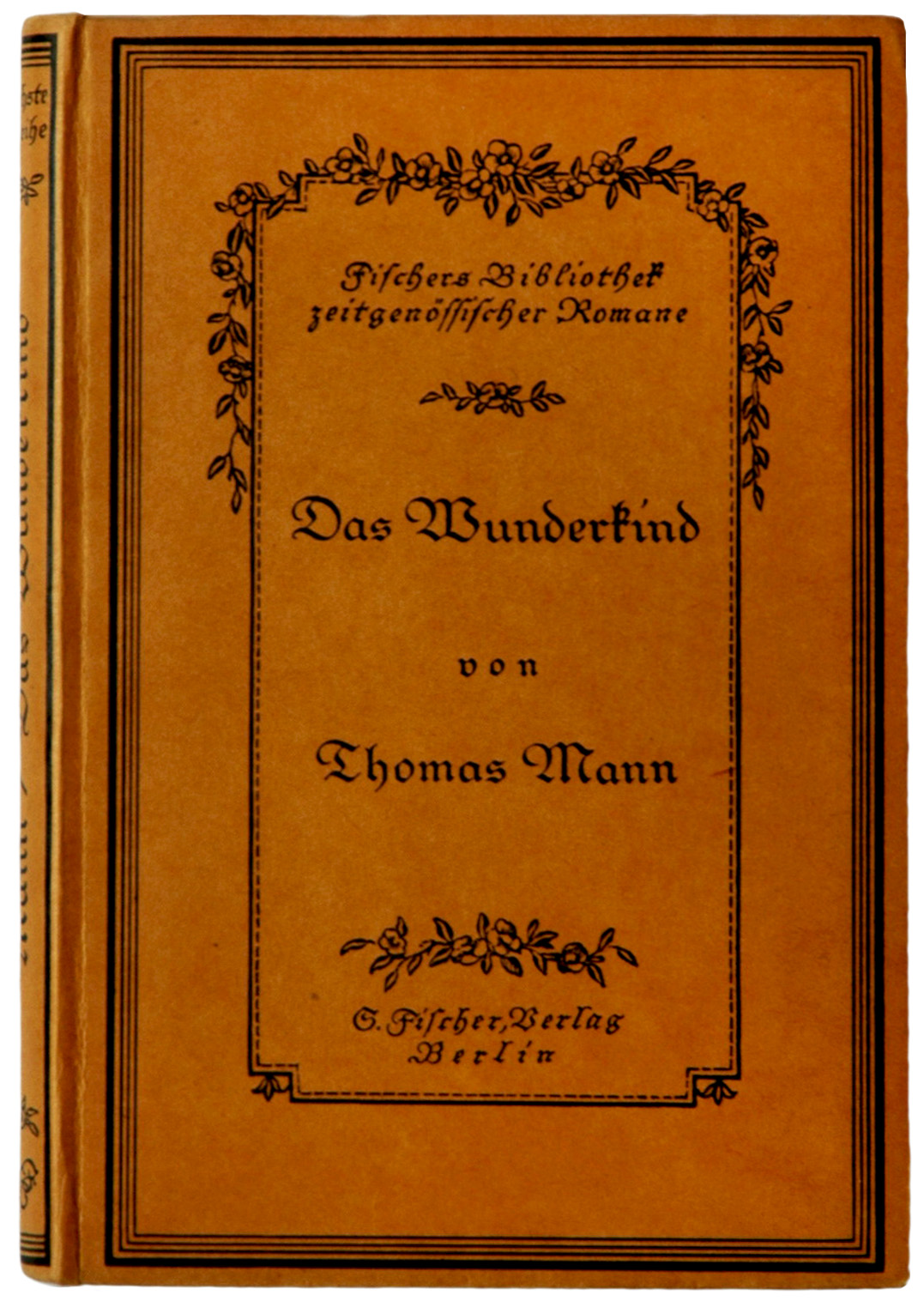
Als Titelerzählung in dem Novellenband von 1914

- Erstdruck: Als Weihnachtsbeilage in: Neue Freie Presse am 25. Dezember 1903.
- Das Wunderkind. Novellen von Thomas Mann. S. Fischer, Berlin 1914, S. 7–25.
- Thomas Mann: Gesammelte Werke. Novellen. 1. Band. Fischer, Berlin 1922.
- Victor Polzer, Hg.: Die Welt in Novellen. Eine Auswahl für die Jugend. Herz, Wien 1925, S. 3–17.
- Thomas Mann: Ausgewählte Erzählungen. Bermann-Fischer, Stockholm 1948. 6.–12. Auflage, Dünndruck, Leinen (Stockholmer Gesamtausgabe). Inhalt: Der kleine Herr Friedemann / Enttäuschung / Tristan / Tobias Mindernickel / Tonio Kröger / Der Weg zum Friedhof / Herr und Hund / Der Kleiderschrank / Bekenntnisse des Hochstaplers Felix Krull / Der Tod in Venedig / Beim Propheten / Unordnung und frühes Leid / Schwere Stunde / Mario und der Zauberer / Das Wunderkind / Die vertauschten Köpfe / Das Gesetz.
- Thomas Mann: Sämtliche Erzählungen. S. Fischer Frankfurt 1963. Leinen, rotes Rückenschild mit Goldschrift. Vision, Gefallen, Der Wille zum Glück, Enttäuschung, Der Tod, Der kleine Herr Friedemann, Der Bajazzo, Tobias Mindernickel, Der Kleiderschrank, Gerächt, Luischen, Der Weg zum Friedhof, Gladius Dei, Tristan, Die Hungernden, Tonio Kröger, Das Wunderkind, Ein Glück, Beim Propheten, Schwere Stunde, Wälsungenblut, Anekdote, Das Eisenbahnunglück, Wie Jappe und Do Escobar sich prügelten, Der Tod in Venedig, Herr und Hund, Unordnung und frühes Leid, Mario und der Zauberer, Die vertauschten Köpfe, Das Gesetz, Die Betrogene, Der Knabe Henoch (Fragment).
- Thomas Mann: Die Erzählungen. Frankfurt am Main: Fischer Taschenbuch Verlag 1986, S. 390–400.

## Sekundärliteratur
- Peter Sprengel: Geschichte der deutschsprachigen Literatur 1900–1918. S. 348, München 2004, ISBN 3-406-52178-9.